# Phytophthora
Phytophthora is een geslacht van plantenziektenveroorzakende organismen, die behoren tot de Oomycetes (waterschimmels). Oömyceten lijken erg op schimmels en worden daarom wel pseudo-schimmels genoemd. Heinrich Anton de Bary heeft in 1875 het geslacht Phytophthora voor het eerst beschreven. Het woord phytophthora is afkomstig van het Griekse phytón, "plant" en phthorá, "destructie": "de plantvernietiger".

## Ziekteverwekkers
Phytophthora-soorten zijn meestal ziekteverwekkers (pathogenen) van tweezaadlobbige planten en zijn vrij waardplantspecifiek. De aardappelziekte is een van de belangrijkste ziekten.
Onderzoekingsresultaten sinds 1990 laten zien dat uit Azië geïmporteerde agressieve Phytophthora-soorten een belangrijke oorzaak zijn van bossterfte.

## Levenscyclus
Phytophthora-soorten planten zich zowel geslachtelijk als ongeslachtelijk voort. Sporangia, zoösporen, en chlamydosporen zijn ongeslachtelijke en oösporen geslachtelijke voortplantingsorganen.

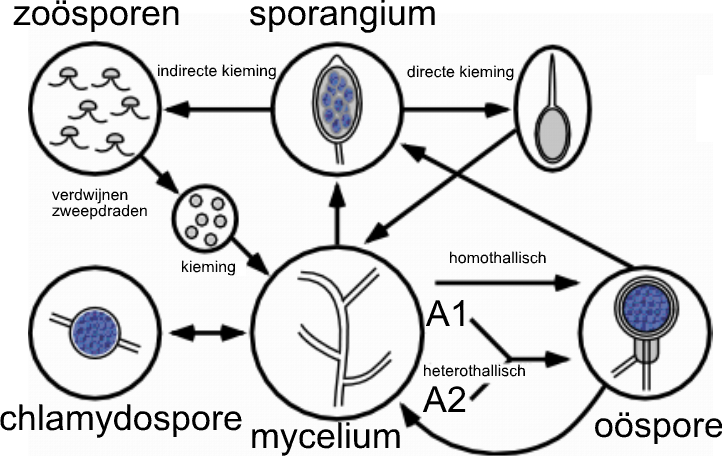
Levenscyclus
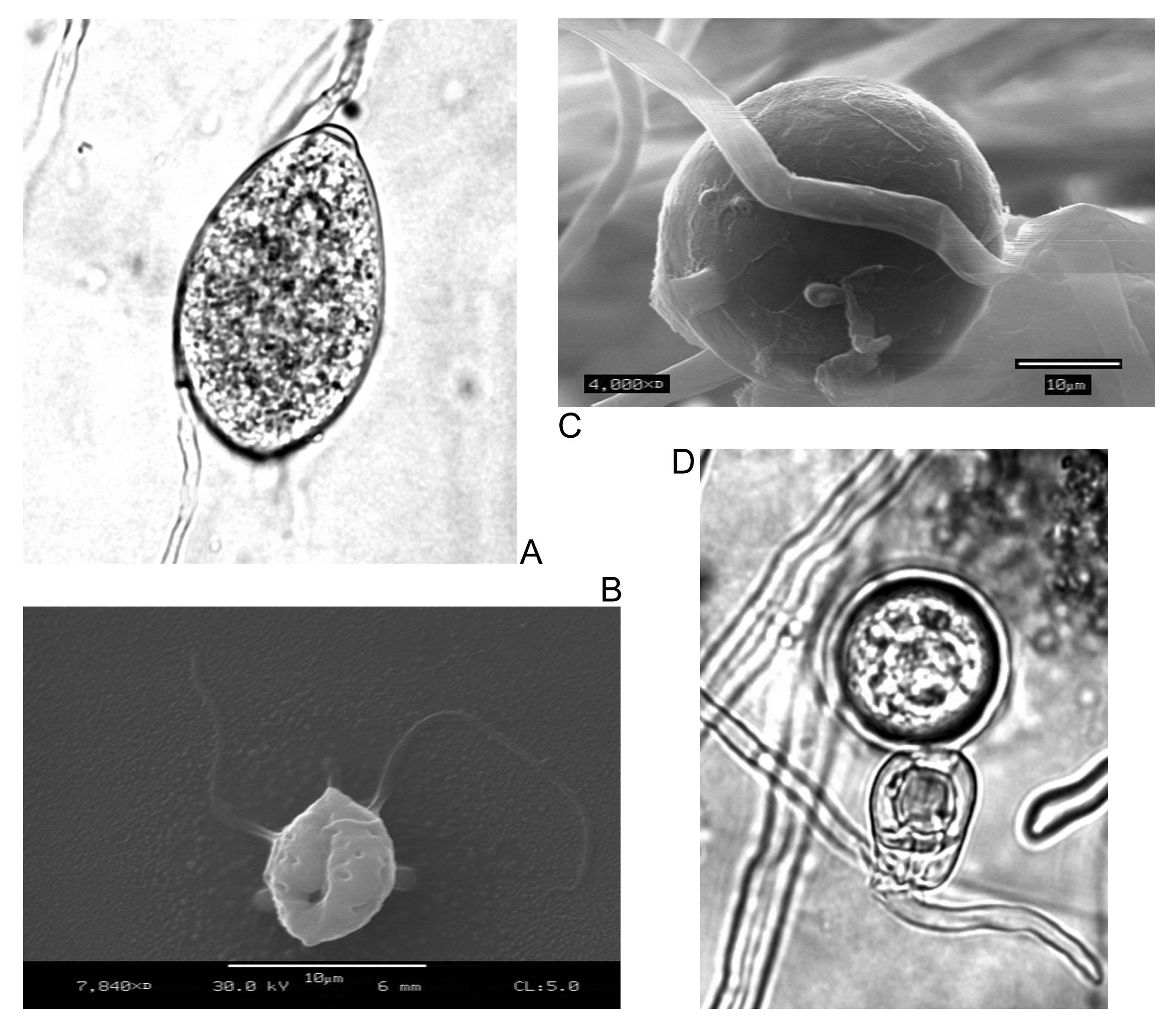
Voortplantingsorganen: A: sporangium. B: zoöspore. C: chlamydospore. D: oöspore.

### Levenscyclus aardappelziekte
De aardappelziekte (Phytophthora infestans) overwintert gewoonlijk in besmette knollen die achterblijven op de akker. Uit de geïnfecteerde knollen ontwikkelen zich planten die de ongeslachtelijke sporen (sporangia en zoösporen) opleveren. Uit deze sporen kunnen nieuwe infecties ontstaan als het gewas ten minste gedurende vier à acht uur nat blijft, de zogenaamde bladnat-periode, bij een relatieve luchtvochtigheid van meer dan 95%. Na infectie ontstaan bij een temperatuur van 12-24 graden Celsius binnen enkele dagen met het oog waarneembare symptomen op bladeren en stengels. Na het binnendringen van de oömyceet in de plant duurt het 3 tot 5 dagen voordat er nieuwe sporen gevormd worden.
Tot de jaren tachtig was in Europa alleen het zogenaamde A1-type aanwezig. Door de introductie van nieuwe A1 en A2 paringstypen in Europa is nu ook de geslachtelijke fase met oösporen aanwezig, die in tegenstelling tot de sporangia en zoösporen gedurende een lange periode buiten de waardplant in leven blijven en minstens drie jaar in de grond overleven. De zoösporen spelen waarschijnlijk pas later in het seizoen (eind juni - begin juli) een rol. Bij de paring van een hyfe van het type A1 met een hyfe van het type A2 worden een oögonium en een antheridium gevormd, waaruit de oöspore ontstaat. Deze eicel wordt binnen een gametangium door een spermatozoïde bevrucht. Uit de oösporen ontstaan sporangia en zoösporangia. De zoösporangia vormen ten slotte de zoösporen.

## Overeenkomsten met schimmels
Phytophthora's behoren tot een ander rijk dan de schimmels, te weten tot de Chromista (Heterokontae, oude naam Stramenopila). Het is een goed voorbeeld van convergente evolutie: Phytophthora lijkt morfologisch gezien zeer veel op de echte schimmels, maar de afstamming is sterk verschillend. Terwijl de schimmelcelwand primair uit chitine is opgebouwd bestaan de celwanden bij Chromista voornamelijk uit cellulose. Zowel de ploïdieniveaus als de biochemische processen zijn tussen de twee rijken verschillend.

## Soorten
Hieronder een selectie van de belangrijkste Phytophthora-soorten:
- Phytophthora alni: geeft wortelrot bij els
- Phytophthora botryosa
- Phytophthora cactorum: tast o.a. Rhododendron en aardbei aan
- Phytophthora cajani
- Phytophthora cambivora
- Phytophthora capsici: geeft voet- en wortelrot bij onder andere paprika
- Phytophthora cinnamomi: geeft wortelrot bij veel houtige siergewassen zoals Chamaecyparis, kornoelje, Forsythia, fraserspar, Hemlockspar, Juniperus, Rhododendron, Taxus, Weymouthden en Castanea dentata
- Phytophthora citricola
- Phytophthora citrophthora
- Phytophthora clandestina
- Phytophthora colocasiae
- Phytophthora cryptogea
- Phytophthora drechslera
- Phytophthora erythroseptica
- Phytophthora fragariae: geeft wortelrot bij aardbei
- Phytophthora gonapodyides
- Phytophthora heveae
- Phytophthora humicola
- Phytophthora idaei
- Phytophthora ilicis
- Phytophthora infestans: tast aardappel en tomaat aan
- Phytophthora inflata

- Phytophthora iranica
- Phytophthora katsurae
- Phytophthora lateralis
- Phytophthora medicagnis
- Phytophthora megakarya
- Phytophthora megasperma
- Phytophthora melonis
- Phytophthora mirabilis
- Phytophthora multivesiculata
- Phytophthora nicotianae
- Phytophthora palmivora: geeft vruchtrot bij kokospalm en betelnoot
- Phytophthora phaseoli
- Phytophthora porri
- Phytophthora primulae
- Phytophthora pseudotsugae
- Phytophthora quercina: veroorzaakt sterfte van eiken
- Phytophthora ramorum: infecteert meer dan 40 plantengeslachten en meer dan 100 soorten; veroorzaakt Sudden Oak Death[2]
- Phytophthora sinensis
- Phytophthora sojae: geeft wortelrot bij soja
- Phytophthora syringae
- Phytophthora tentaculata
- Phytophthora trifolii
- Phytophthora vignae